# Spellemannprisen 2023
Der Spellemannprisen 2023 war die 52. Ausgabe des norwegischen Musikpreises Spellemannprisen. Die Nominierungen berücksichtigten Veröffentlichungen des Musikjahres 2023. Die Verleihung fand am 4. April 2024 statt. In der Kategorie „Årets Spellemann“ wurde die Band Undergrunn ausgezeichnet. Den Ehrenpreis („Hedersprisen“) erhielt Ole Ivars.

## Verleihung
Die Nominierten wurden in den meisten Kategorien am 29. Februar 2024 bekannt gegeben. Insgesamt wurden an diesem Tag 100 Nominierungen in 26 Kategorien veröffentlicht. Neben diesen 26 Kategorien gibt es zwei weitere, für die es keine vorab veröffentlichten Nominierungen gibt.
Erstmals in 50 Jahren wurde die Preisverleihung nicht im Fernsehen übertragen. Stattdessen wurde die Show als Livestream bei der Internetzeitung Nettavisen und den Kanälen des Medienhauses Amedia gezeigt. Zudem wurde ein Vertrag mit TikTok geschlossen. Die Änderung wurde von den Organisatoren damit begründet, dass man über diese Wege jüngere Zuschauer erreichen und mittels Amedia, das viele Lokalzeitungen herausgebe, lokales Interesse generieren wolle. Zuvor hatte 15 Jahre lang am Stück Norsk rikskringkasting (NRK) die Verleihung in seinem Programm. Die Zusammenarbeit zwischen den Veranstaltern und NRK wurde gemäß NRK im beidseitigen Einverständnis beendet. Die Entscheidung, keine TV-Übertragung zu machen, führte in der norwegischen Musikbranche teils zu Kritik, unter anderem, weil damit ein geringere Reichweite befürchtet wurde. Aufgrund der TikTok-Zusammenarbeit und des Rechtestreits zwischen TikTok und der Universal Music Group kündigte Universal Music Norge, Norwegens größtes Musiklabel, an, nicht an der Show teilzunehmen. Von der Entscheidung betroffen waren nur Universal-Mitarbeiter und nicht unter Vertrag stehende Künstler.
Die Preisverleihung fand am 4. April 2024 im Clarion Hotel the Hub in Oslo statt und wurde von Tuva Syvertsen, einem Mitglied der Valkyrien Allstars, sowie einem namentlich nicht genannten Mitglied der Band Ballinciaga moderiert.
Der Lebenswerk-Preis Gullharpe wurde zum ersten Mal in der Geschichte des Preises verliehen.

## Gewinner
| Kategorie                                                        | Gewinner | Werk                                         |
| ---------------------------------------------------------------- | --- | -------------------------------------------- |
| Alternativ pop/rock                                              | Oda Felicia | First Act (The Huntington Chorea Project)    |
| Barnemusikk (Kindermusik)                                        | SaraLy, Ung Oslo | Stjerner og fyrverkeri                       |
| Blues                                                            | Marius Lien | The Woodland Songbook Part 1                 |
| Country                                                          | Sweetheart | I Will Love You When the Morning Comes       |
| Elektronika                                                      | Jouska | Suddenly My Mind Is Blank                    |
| Festmusikk (Partymusik)                                          | Carina Dahl | –                                            |
| Gullharpe (Goldharfe)                                            | Helge Westbye | –                                            |
| Hip Hop                                                          | Arif | Å drukne en fisk                             |
| Jazz                                                             | Harald Lassen | Balans                                       |
| Klassisk (Klassisch)                                             | Mark Elder, Bergen Filharmoniske Orkester, Roderick Williams, Claudia Huckle, Gemma Summerfield, Bror Magnus Tødenes, Bergen Philharmonic Choir, Edvard Grieg Kor, Collegium Musicum Choir | Frederick Delius: A Mass of Life             |
| Metal                                                            | RUÏM | Black Royal Spiritism – 1 - O Sino da Igreja |
| Pop                                                              | Cezinando | Sprengkulde                                  |
| RnB/Soul                                                         | Isah | Instrument                                   |
| Rock                                                             | Kristi Brud | Alt er nytt                                  |
| Samtid (Zeitgenössisch)                                          | Sara Övinge, Edward Gardner, Det Norske Kammerorkester | Glass & Bjerkestrand: Patientia              |
| Tonos komponistpris (Tonos Komponistenpreis)                     | Anne Hytta | Brigde                                       |
| Tradisjonsmusikk (Traditionsmusik)                               | Sidiki Camara | Return to the Traditions                     |
| Viser og visepop                                                 | Ingrid Olava | Blomster og post                             |
| Åpen klasse (Offene Klasse)                                      | 9 grader nord | Yalpanam                                     |
| Årets gjennombrudd (Durchbruch des Jahres)                       | Emma Steinbakken | –                                            |
| Årets hederspris (Ehrenpreis des Jahres)                         | Ole Ivars | –                                            |
| Årets internasjonale suksess (Internationaler Erfolg des Jahres) | Erik Smaaland | –                                            |
| Årets låt (Lied des Jahres)                                      | Emma Steinbakken | Floden                                       |
| Årets låtskriver (Songwriter des Jahres)                         | Skaar | –                                            |
| Årets musikkvideo (Musikvideo des Jahres)                        | Lars Vaular | Impro på Økern (Scene 3: Highlights)         |
| Årets produsent (Produzent des Jahres)                           | Fay Wildhagen | Møtested – en hyllest til Anne Grete Preus   |
| Årets Spellemann (Spellemann des Jahres)                         | Undergrunn | –                                            |
| Årets tekstforfatter (Textautor des Jahres)                      | Cezinando | –                                            |
| Årets utgivelse (Veröffentlichung des Jahres)                    | Delara | Shahrazad                                    |

## Nominierte
Alternativ pop/rock
- Oda Felicia: First Act (The Huntington Chorea Project)
- Ea Othilde: Mary, Aren’t You Tired?
- Signe Marie Rustad: Particles of Faith
- Tuvaband: New Orders

Barnemusikk
- Mikrokosmos: Kanskje en verden vi ikke vet om
- SaraLy, Ung Oslo: Stjerner og fyrverkeri
- Fantorangen: Fantorangens Verden
- Trygve Kongshavn: Klart det går an

Blues
- Women in Blues, Rita Engedalen, Margit Bakken: My Precious Blues
- Marius Lien: The Woodland Songbook Part 1
- Spoonful of Blues: Songs from Notodden Norway
- Joakim Tinderholt and His Band: Deadlines

Country
- Sweetheart: I Will Love You When the Morning Comes
- Norma
- Ole Kirkeng: Still Not Lost
- Krissy Mary: Virago

Elektronika
- Jouska: Suddenly My Mind Is Blank
- Niilas: River of Noise
- Fakethias: Core Echo
- Lindstrøm: Everyone Else is a Stranger

Festmusikk
- Carina Dahl
- Bausa
- Golfklubb
- Hagle

Hiphop
- Rambow: Mager men metter mager
- Arif: Å drukne en fisk
- B-Boy Myhre: Sitter inne
- Undergrunn: Egoland

Jazz
- Harald Lassen: Balans
- Malstrøm: Ytre tegn på indre bevegelse
- Bendik Giske
- Anja Lauvdal: Farewell to Faraway Friends (Wurlitzer Improvisations 2021–23)

Klassisk
- Kåre Nordstoga: Masterworks from the 1930s
- Engegårdkvartetten: Johan Kvandal: Complete String Quartets
- Amalie Stalheim, Christian Ihle Hadland: Stravinsky/Poulenc/Debussy
- Mark Elder, Bergen Filharmoniske Orkester, Roderick Williams, Claudia Huckle, Gemma Summerfield, Bror Magnus Tødenes, Bergen Philharmonic Choir, Edvard Grieg Kor, Collegium Musicum Choir: Frederick Delius: A Mass of Life

Metal
- RUÏM: Black Royal Spiritism – 1 - O Sino da Igreja
- Tsjuder: Helvegr
- Dwaal: Never Enough
- Inculter: Morbid Origin

Pop
- Aden Foyer: The Ballet Girl EP
- Dagny: Dagny 2023
- Cezinando: Sprengkulde
- Delara: Shahrazad

RnB/Soul
- Hillari: How Is Your Soul?
- Isah: Instrument
- GiddyGang, Vuyo: Art over Profit
- Beharie: Are You There, Boy?

Rock
- Pil & Bue: Special Agents
- Hudkreft: Osyo by
- Kristi Brud: Alt er nytt
- Spurv: Brefjære

Samtid
- Lemur: Critical Bands
- Det Norske Solistkor, Ensemble Allegria, Grete Pedersen: Bent Sørensen: St Matthew Passion
- Sara Övinge, Edward Gardner, Det Norske Kammerorkester: Glass & Bjerkestrand: Patientia
- Maja S. K. Ratkje, Nordic Affect: Rökkur

TONOs komponistpris
- Anne Hytta: Brigde
- Stian Westerhus
- Åsmund Feidje: Chamber Works
- Edvin Østergaard: Ørenslyd

Tradisjonsmusikk
- Synnøve Brøndbo Plassen: Den lyse dag
- Sigrid Moldestad: Breim
- Kim Rysstad, Tord Gustavsen, Arve Henriksen: Villfarande barn
- Sidiki Camara: Return to the Traditions

Viser og visepop
- Ingrid Olava: Blomster og post
- Stein Torleif Bjella: Nysetmåne
- Julie Henrikke: Hver gang noe minner om deg
- Ingebjørg Bratland, Odd Nordstoga: Langt heimafrå

Åpen Klasse
- Erland Dahlen: Racoons
- LILJA: Mirage
- 9 grader nord: Yalpanam
- Nils Økland, Sigbjørn Apeland: Glimmer

Årets gjennombrudd 
- Rambow: Mager men metter mager
- Hillari: How Is Your Soul?
- Emma Steinbakken
- Aden Foyer: The Ballet Girl EP
- Alessandra
- Bausa

Årets internasjonale suksess
- Caroline Ailin Furøyen
- Erik Smaaland
- Girl in Red
- Kristine Tjøgersen
- Lise Davidsen
- Marius Neset

Årets låt
- Alessandra: Queen of Kings
- Undergrunn: Michelin stjerner
- Kudos, Golfklubb: Haien kommer
- Emma Steinbakken: Floden
- DJ MøMø, Kjartan Lauritzen: Badebussen
- Bausa: Turné

Årets Låtskriver
- Lars Vaular
- Skaar
- Cezinando
- Michelle Ullestad

Årets Musikkvideo
- Rambow: Vi tenker ikke likt
- Gouldian Finch: The Flamingo
- Lars Vaular: Impro på Økern (Scene 3: Highlights)
- Arif, Karpe: (Åh) Tåmy, Tåmy – Rifla x Sheriff

Årets Produsent
- Vetle Junker
- Askjell
- Morten Gillebo
- Fay Wildhagen: Møtested – en hyllest til Anne Grete Preus

Årets Tekstforfatter
- Ingrid Olava
- Stein Torleif Bjella
- Cezinando
- Delara

Årets utgivelse
- Skaar: Mad Woman
- Undergrunn: Egoland
- Kvelertak: Endling
- Delara: Shahrazad